# آکبی
آکبی (به لاتین: Aaqbe) در لبنان است که در راشیا، لبنان واقع شده‌است.